# Мечеть Каді Бедреддіна
Мече́ть Каді́ Бедредді́на (тур. Kadı Bedrettin Camii) — мечеть у центрі міста Едірне, збудована на початку XVI століття Мевланою Бедреддіном Махмут-ефенді, який був каді Едірне за часів правління султана Сулеймана I Пишного.

## Історія
Мечеть була збудована Мевланою Бедреддіном Махмутом, відомим як Каді Бедреддін. Він також був батьком шейх-уль-іслама Шемсеттіна Ахмета. Датою спорудження мечеті вважається 1530 рік.
Мечеть Каді Бедреддіна сильно постраждала від землетрусу 1752 року. Внаслідок цього центральний купол обвалився, і замість нього було встановлено простий дерев'яний дах. Після ще одного землетрусу в Едірне у 1953 році розпочалися роботи з відновлення будівлі. Вони завершилися у 1960 році, і купол мечеті було відновлено у первісному вигляді. Останньою модифікацією стало облаштування притвору великими скляними панелями для захисту будівлі та вірян від погодних умов.
Останні реставраційні роботи в мечеті розпочалися у 2017 році. Після трирічної реставрації мечеть була знову відкрита для богослужінь у 2021 році.

## Архітектура
Мечеть складається з молитовної зали, перекритої куполом, та портика, що спирається на три колони і перекритий двома меншими куполами. Будівля зведена з блоків тесаного каменю, розділених цегляними рядами. Над входом до молитовної зали є напис арабською в'яззю, що повідомляє про спорудження мечеті на честь Каді Бедреддіна.
Мечеть Каді Бедреддіна має дуже просторий двір. Ряди тесаного каменю чергуються з цегляними арками. З обох боків мечеті розташовані по два круглоаркових вікна, а між ними — ще одне круглоаркове вікно. На стінах міхрабної стіни є по два стрілчастих вікна. Міхраб має семигранну форму, але, на жаль, втратив свій первісний вигляд.
Портик перед мечеттю, призначений для відвідувачів, прикрашений мармуровими колонами та засклений. Цей простір перекритий підвісними куполами. До молитовної зали примикає мінарет значної висоти, що має круглий переріз. Він має один балкон (шерефе), під яким розташовані рельєфні кам'яні фризи.

## Галерея

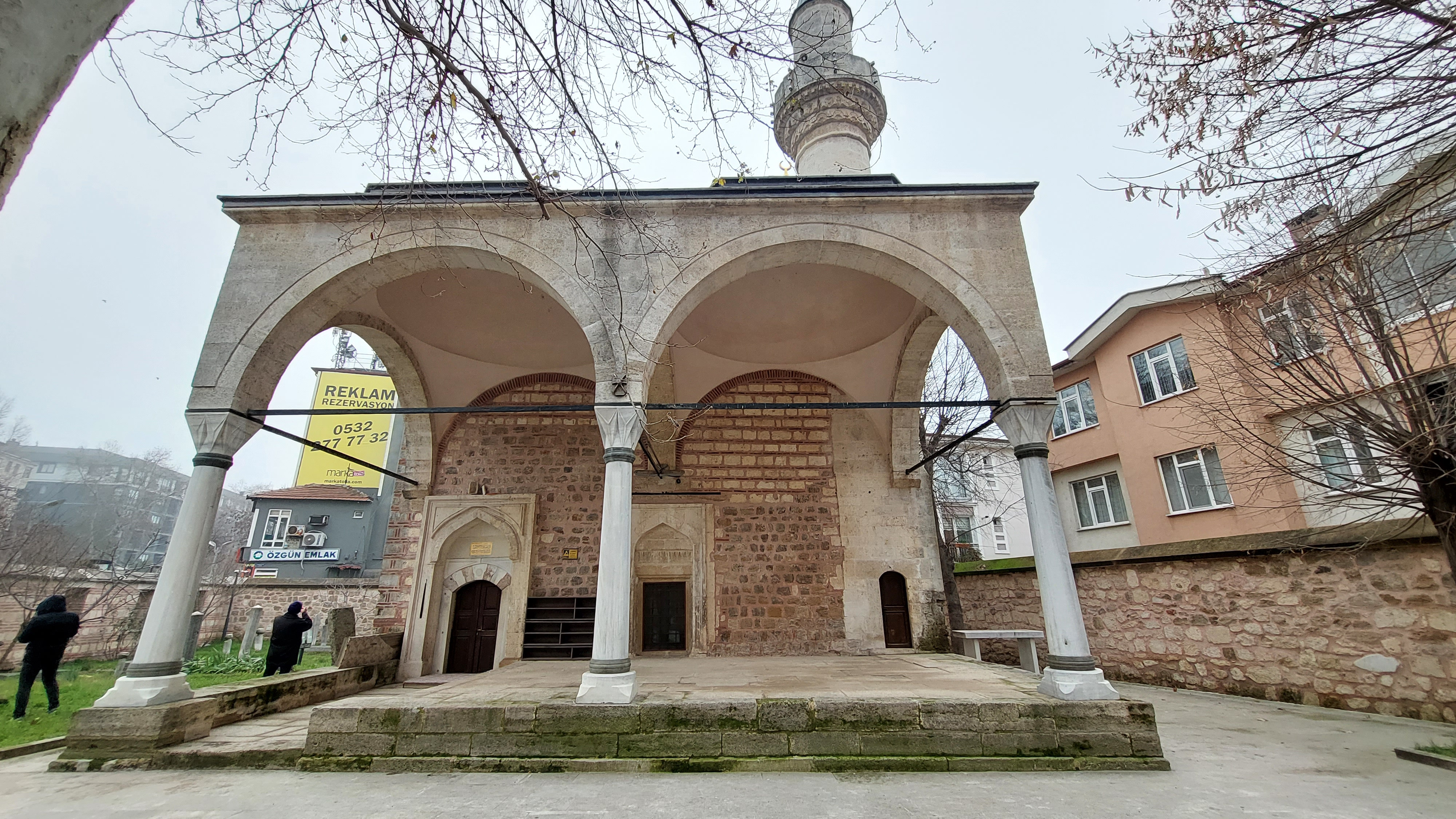
Притвор (місце для запізнілих)
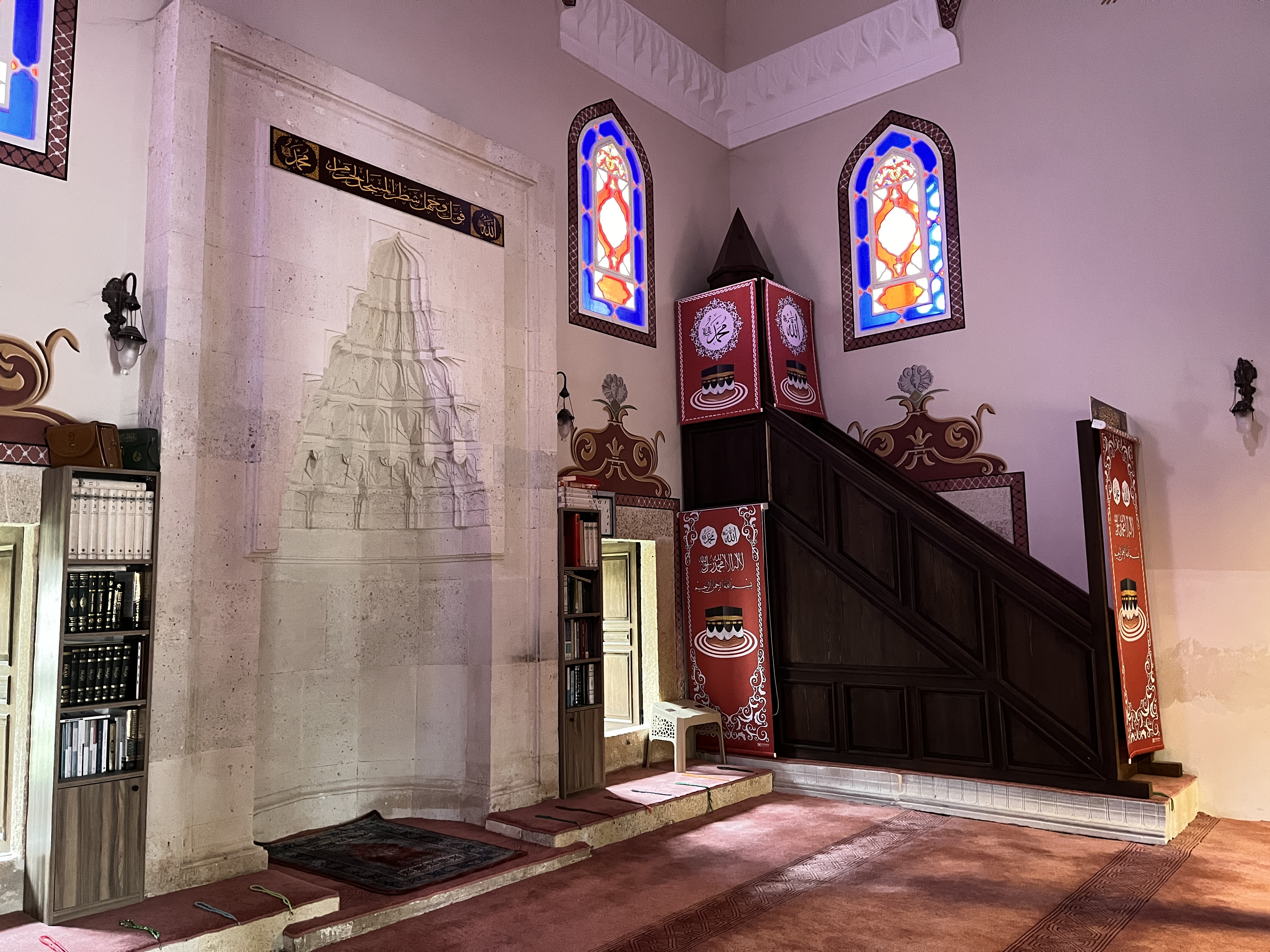
Інтер'єр
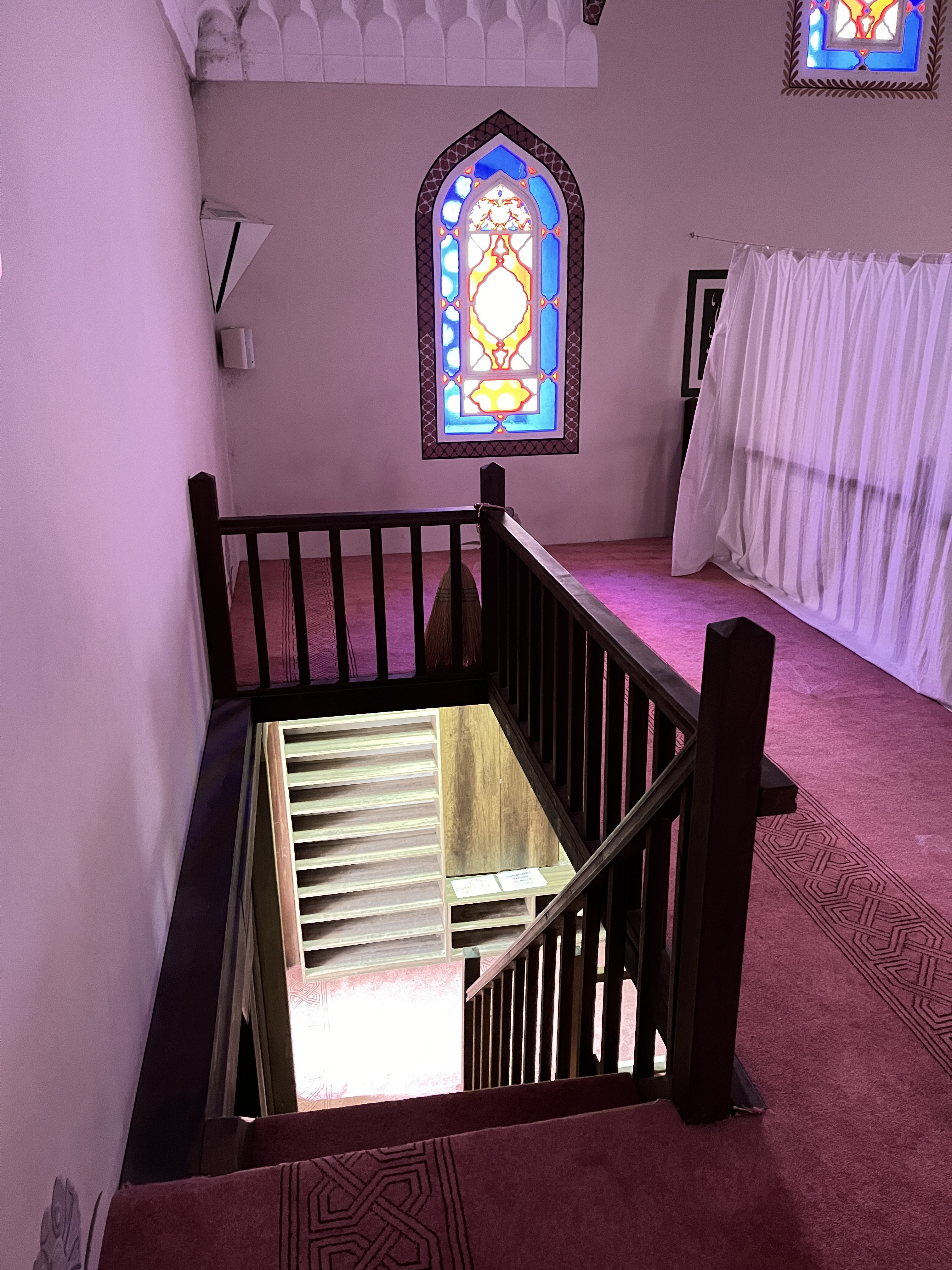
Купол
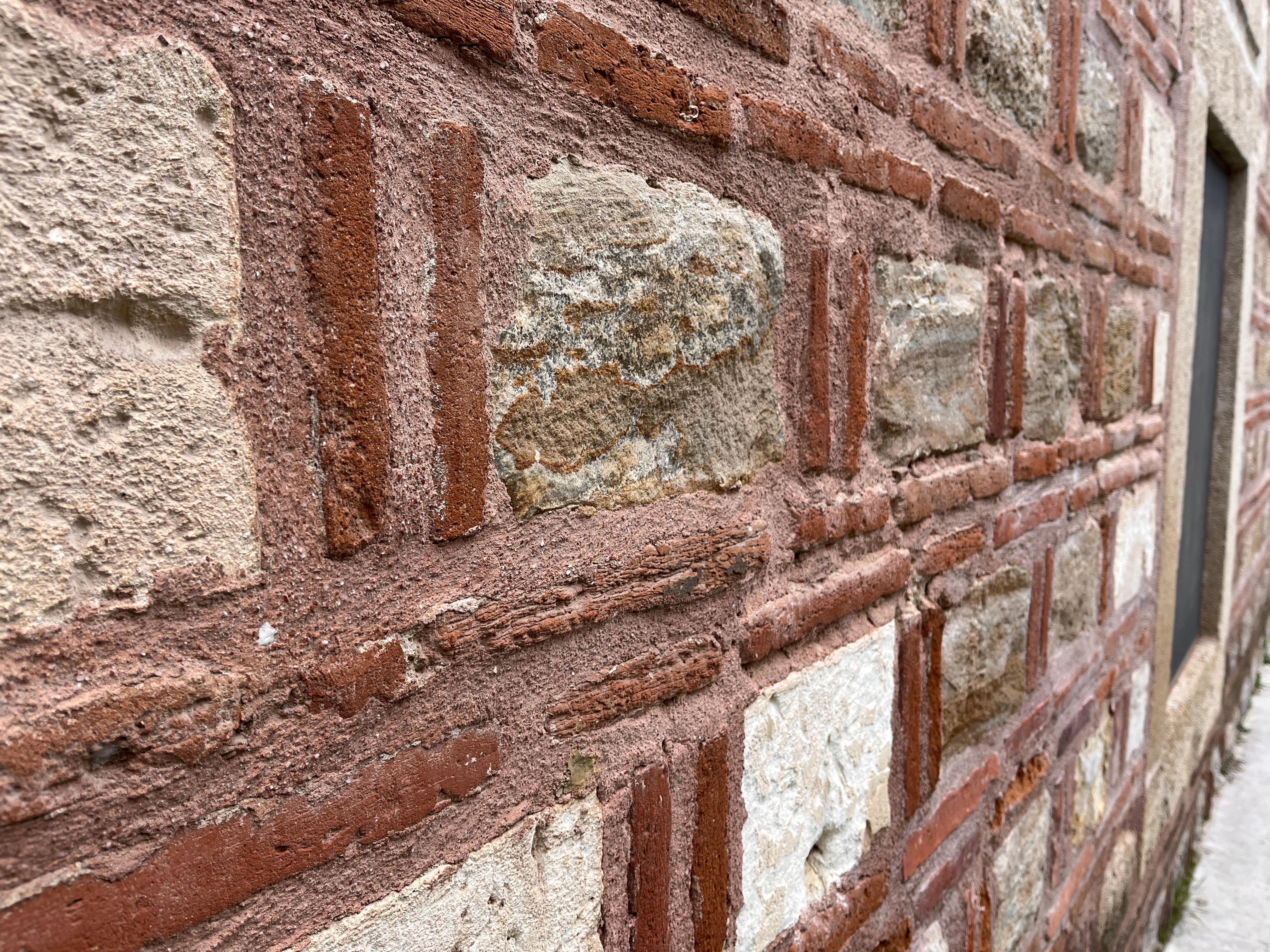
Зовнішній вигляд
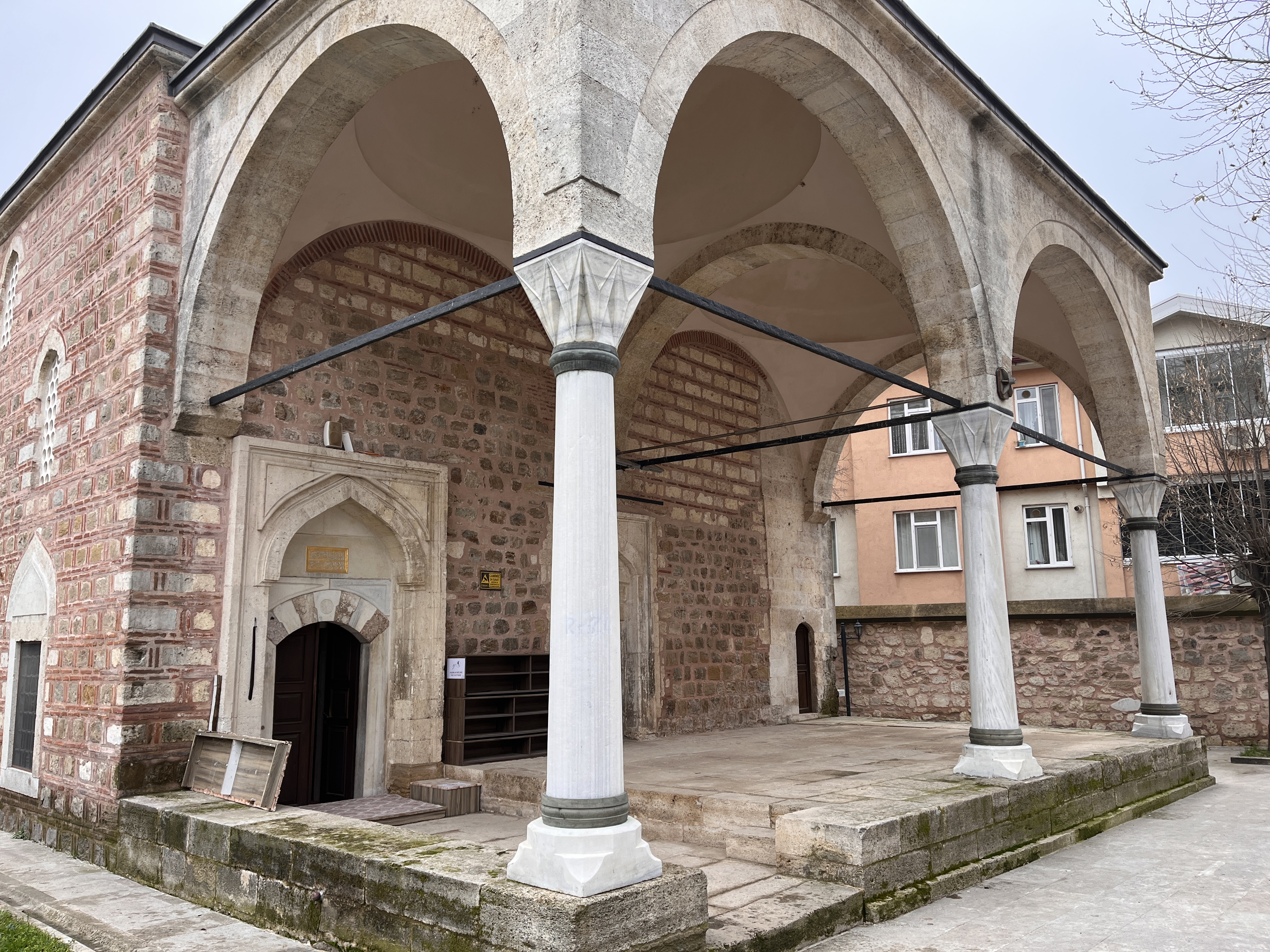
Мінарет
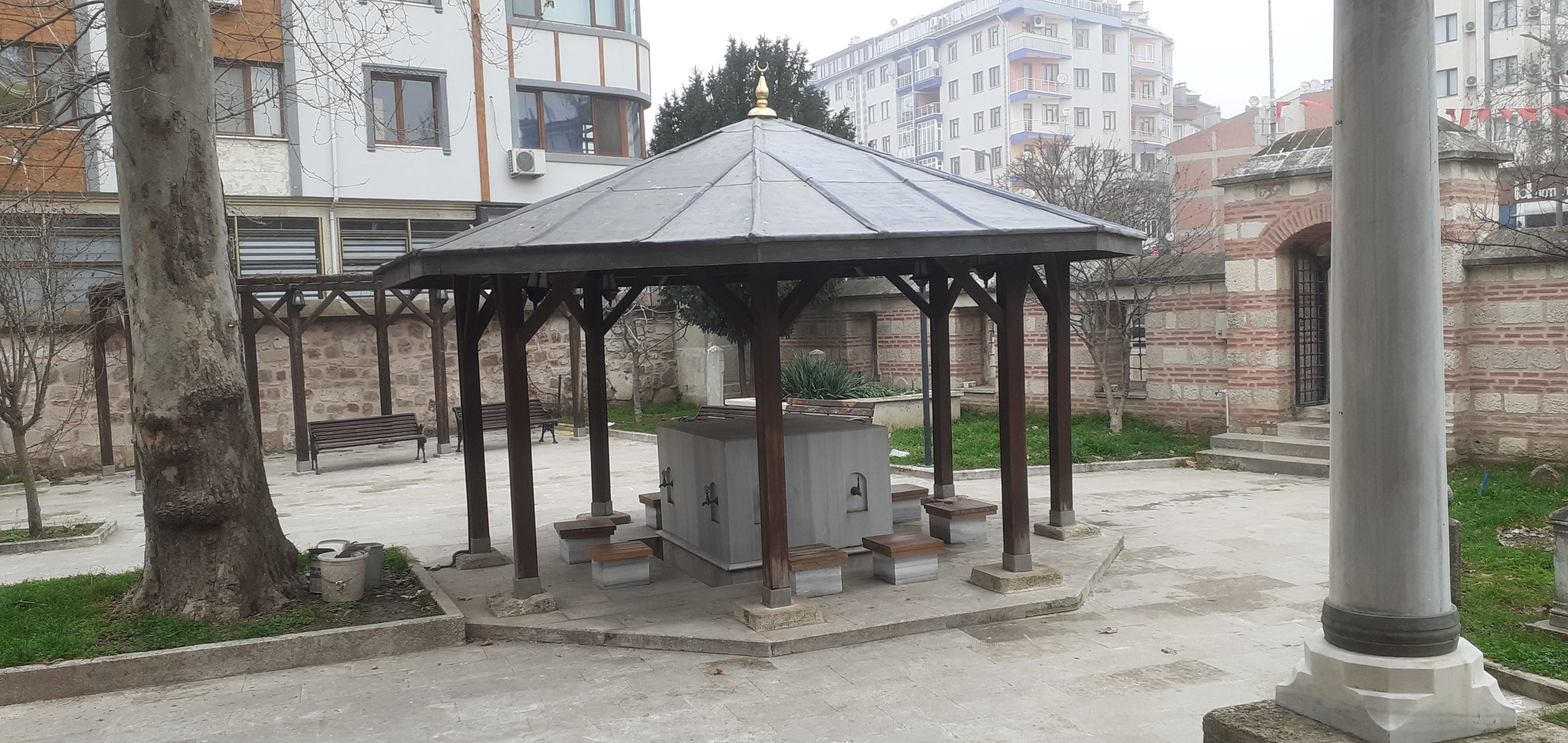
Загальний вигляд